# Венява, Юлия
Юлия Венява (пол. Julia Wieniawa; род. 23 декабря 1998, Варшава, Польша) — польская актриса, певица и активистка. Благодаря ролям в молодёжных фильмах ужасов «В лесу сегодня не до сна» (2020) и «Все мои друзья мертвы» (2020) в начале карьеры получила звание польской «Королевы крика».

## Ранняя жизнь
Родилась 23 декабря 1998 года в семье графического дизайнера Конрада Венявы и его жены Марты. Родители впоследствии развелись, а мать была первым менеджером своей дочери.

## Карьера
Дебютировала в 2012 году в возрасте 14 лет, начав выступать в постановках музыкального театра «Рома» в Варшаве.
В ноябре 2015 на лейбле My Music выпустила свой первый сингл «Co mi jest».
В 2017 году участвовала в польской рекламной кампании фирмы «Reebok». В том же году снялась в одном из эпизодов медицинского сериала «В добре и в зле».
В 2020 появилась в трёх польских кинохитах года: сыграла главные роли в слэшере «В лесу сегодня не до сна» и чёрной комедии «Все мои друзья мертвы», а также роль второго плана в драматическом триллере «Зал самоубийц. Хейтер».

## Личная жизнь

### Отношения
С 2017 по 2018 встречалась с актёром Антонием Круликовским. В 2019 несколько месяцев её партнёром был музыкант Александер Мильвив-Барон.

### Активизм
Венява неоднократно поддерживала ЛГБТ-сообщество. В 2019 году Юлия приняла участие в Параде равенства в поддержку прав ЛГБТ в Варшаве, за что часть фанатов раскритиковала её.

## Фильмография
| Год  |   | Русское название           | Оригинальное название            | Роль          |
| ---- | - | -------------------------- | -------------------------------- | ------------- |
| 2017 | с | В добре и в зле            | Na dobre i na złe                | Агнешка       |
| 2019 | с | Принцип удовольствия       | Zasada przyjemności              | Наталия       |
| 2020 | ф | Зал самоубийц. Хейтер      | Sala samobójców. Hejter          | «FitAneta»    |
| 2020 | ф | В лесу сегодня не до сна   | W lesie dziś nie zaśnie nikt     | Зося Вольская |
| 2020 | ф | Все мои друзья мертвы      | Wszyscy moi przyjaciele nie żyją | Анастасия     |
| 2021 | ф | В лесу сегодня не до сна 2 | W lesie dziś nie zaśnie nikt 2   | Зося Вольская |